# 塞尔蒂讷
塞尔蒂讷（法語：Certines，法語發音：[sɛʁtin] ⓘ）是法国东部安省的一个市镇，属于布雷斯地区布尔格区。

## 地理
塞尔蒂讷（46°7'56"N, 5°15'52"E）面积15.92 平方千米，位于法国奥弗涅-罗讷-阿尔卑斯大区安省，该省份为法国东部省份，北起汝拉省，西北接索恩-卢瓦尔省，西接罗讷省和里昂大都会，南至伊泽尔省，东与萨瓦省、上萨瓦省和瑞士接壤。
与塞尔蒂讷接壤的市镇（或旧市镇、城区）包括：朗镇、蒙塔尼亚、佩罗纳斯、圣马丹迪蒙、托西亚、拉特朗克利耶尔。

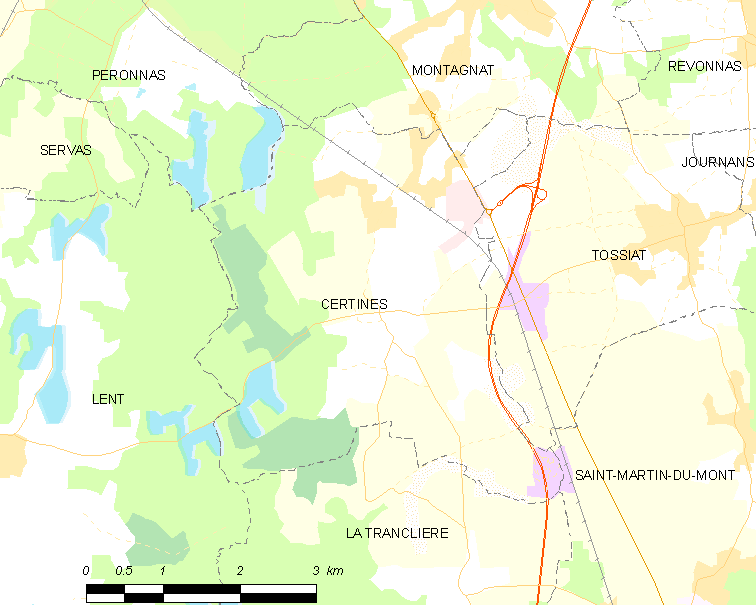
塞尔蒂讷的OSM定位图

塞尔蒂讷的时区为UTC+01:00、UTC+02:00（夏令时）。

## 行政
塞尔蒂讷的邮政编码为01240，INSEE市镇编码为01069。

## 政治
塞尔蒂讷所属的省级选区为塞泽里亚县。

## 人口

1962-2008年间塞尔蒂讷人口变化图示

塞尔蒂讷于2022年1月1日时的人口数量为1518人。